# Подільська пожежа

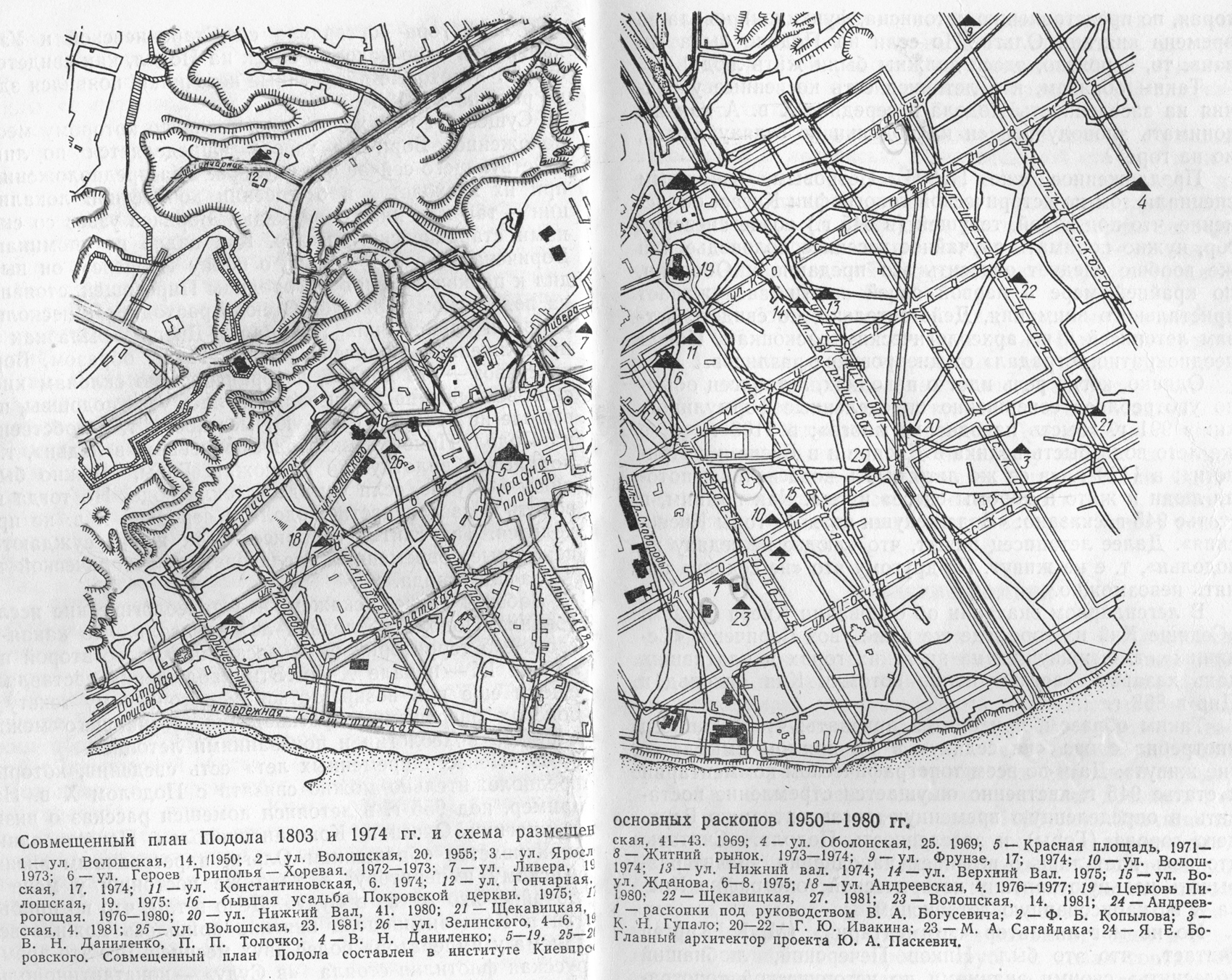
Суміщений план Подолу 1804 і 1974гг. З книги К. Н. Гупало «Поділ в стародавньому Києві»

Подільська пожежа 1811 року — одна з найпотужніших і катастрофічних пожеж в історії Києва. Головний на той час район міста — Поділ став жертвою несприятливих обставин, а подейкують, що й підпалу. Насаджувалася думка, що підпал зробили французькі шпигуни напередодні Французько-російської війни 1812 року. Тим часом французькі дипломати й шпигуни намагалися використати Польщу й Україну у боротьбі проти Російської імперії.
Пожежа розпочалася у тупику вузької вулиці поблизу Житнього ринку і церкви Миколи Притиска. Через вузькість і захаращеність подільських вуличок пожежники не змогли вчасно локалізувати пожежу і вона швидко охопила весь район. Суха, спекотна погода сприяла горінню дерев'яної забудови (дерев'яним було навіть вуличне покриття). Постраждали навіть кам'яні споруди (в них горіли дахи, двері, вікна, підлоги, меблі, майно).
Загалом вогненний смерч за три дні 9-11 липня знищив понад 2 тисячі будинків, 12 церков, 3 монастирі. В пожежі вистояли лише поодинокі споруди як-то: т. зв. будинок Петра I, т. зв. будинок Мазепи, будинок Рибальського, будинок Назарія Сухоти, перший поверх Контрактового будинку, окремі церкви.
Після пожежі 1811 року Поділ було відбудовано за проектом київського архітектора А. І. Меленського і петербурзького — Вільяма Гесте. Згідно з цим, планування району набуло традиційних для того часу строгих геометричних форм. Замість вузеньких і кривеньких вуличок було прокладено рівні широкі вулиці, що ділили територію на прямокутні квартали. Таким чином з'явилася мережа вулиць, які ми звикли бачити сьогодні. Від древнього «допожежного» планування району збереглися лише вулиці Покровська та Притисько-Микільська.

## Художні інтерпретації
- Дмитро Куренівець. У літо 1811 (вірш) [Архівовано 4 березня 2016 у Wayback Machine.]
- Андрій Селезньов. Пожежа на Подолі (текст пісні) [Архівовано 9 грудня 2011 у Wayback Machine.]